# Phương pháp d’Hondt
Phương pháp d'Hondt hoặc phương pháp Jefferson là phương pháp trung bình cao nhất để phân bổ số người đại diện trong nghị viện, và do đó là một loại đại diện theo tỷ lệ của danh sách đảng. Phương pháp được mô tả được đặt tên ở Hoa Kỳ theo Thomas Jefferson, người đã giới thiệu phương pháp phân bổ tỷ lệ ghế trong Hạ viện Hoa Kỳ năm 1791 và ở châu Âu sau nhà toán học người Bỉ Victor D'Hondt, người đã mô tả nó vào năm 1878 để phân bổ theo tỷ lệ của các ghế nghị viện cho các bên. Có hai hình thức: danh sách đóng (một bên chọn thứ tự bầu cử các ứng cử viên của họ) và một danh sách mở (các lựa chọn của cử tri quyết định thứ tự).
Hệ thống đại diện theo tỷ lệ nhằm phân bổ chỗ ngồi cho đại diện các đảng xấp xỉ tỷ lệ với số phiếu bầu nhận được. Ví dụ, nếu một đảng thắng một phần ba số phiếu thì đảng đó sẽ chiếm khoảng một phần ba số ghế. Nói chung, tỷ lệ chính xác là không thể bởi vì các cách phân chia này tạo ra số lượng chỗ ngồi phân số. Kết quả là, một số phương pháp, trong đó phương pháp D'Hondt là một, đã được đưa ra để đảm bảo rằng phân bổ chỗ ngồi của các đảng, mà là của các số nguyên, càng tỷ lệ thuận càng tốt.
Trong khi đó, phương pháp Sainte-Laguë, một phương pháp ước số, làm giảm phần thưởng cho các bên lớn, và nói chung nó đã mang lại lợi ích cho các đảng có quy mô trung bình mà không có lợi cho cả đảng lớn và nhỏ. Trong khi đó, các nghiên cứu thực nghiệm cho thấy phương pháp D’Hondt là một trong những phương pháp tỷ lệ thuận nhất trong số các phương pháp đại diện tỷ lệ thuận. Phương pháp D'Hondt hơi mang lợi cho cho các đảng và các liên minh lớn so với các đảng nhỏ rải rác. Các đặc tính tiên đề của phương pháp D’Hondt đã được nghiên cứu và chúng đã chứng minh rằng phương pháp D’Hondt là phương pháp duy nhất nhất quán, đơn điệu, ổn định và cân bằng khuyến khích các liên minh. Một phương pháp nhất quán nếu nó đối xử với các bên nhận được phiếu bầu ngang nhau. Bởi tính đơn điệu, số chỗ ngồi được cung cấp cho bất kỳ tiểu bang hoặc đảng nào sẽ không giảm nếu kích thước ngôi nhà tăng lên. Một phương pháp ổn định nếu hai bên đã sáp nhập sẽ không đạt được hoặc cũng không mất nhiều hơn một chỗ ngồi. Bằng cách khuyến khích liên minh phương pháp D’Hondt, bất kỳ liên minh nào cũng không thể mất ghế.
Cơ quan lập pháp sử dụng hệ thống này bao gồm cả Albania, Angola, Argentina, Armenia, Aruba, Áo, Bỉ, Bolivia, Brazil, Bulgaria, Burundi, Campuchia, Cape Verde, Chile, Colombia, Croatia, Cộng hòa Séc, Đan Mạch, Cộng hòa Dominica, Đông Timor, Ecuador, Salvador, Estonia, Fiji, Phần Lan, Guatemala, Hungary, Iceland, Israel, Nhật Bản, Kosovo, Luxembourg, Macedonia, Moldova, Monaco, Montenegro, Mozambique, Hà Lan, Nicaragua, Bắc Ireland, Paraguay, Peru, Ba Lan, Bồ Đào Nha, Romania, San Marino, Scotland, Serbia, Slovenia, Tây Ban Nha, Thụy Sĩ, Thổ Nhĩ Kỳ, Uruguay, Venezuela và Wales.

## Phân bổ
Sau khi tất cả các phiếu bầu đã được kiểm tra, thương số được tính toán cho mỗi đảng. Công thức cho thương là 

{\displaystyle {\text{quot}}={\frac {V}{s+1}}}
Trong đó:
- V là tổng số phiếu mà đảng nhận được, và
- s là số lượng ghế mà đảng đó đã được phân bổ cho đến nay, ban đầu là 0 cho tất cả các đảng.

Tổng số phiếu bầu cho mỗi đảng trong khu vực bầu cử được chia, trước tiên là 1, sau đó là 2, rồi 3, lên đến tổng số chỗ ngồi được phân bổ cho khu vực bầu cử. Giả sử có p đảng và  s ghế. Sau đó, một mạng lưới các số có thể được tạo ra, với các hàng p và các cột s, trong đó mục nhập trong hàng thứ i và thứ j là số phiếu đã thắng của đảng thứ i, chia cho j. Các mục thắng  s  là s số cao nhất trong toàn bộ lưới; mỗi đảng được cấp nhiều chỗ ngồi vì có các mục thắng trong hàng của nó.

### Ví dụ
Trong ví dụ này, 230.000 cử tri quyết định bố trí 8 ghế trong 4 đảng. Vì 8 chỗ ngồi sẽ được phân bổ, tổng số phiếu bầu của mỗi đảng được chia cho 1, sau đó là 2, 3, 4, 5, 6, 7 và 8. 8 mục cao nhất, được đánh dấu sao, dao động từ 100.000 xuống 25.000. Đối với mỗi phần, đảng tương ứng sẽ có một ghế.
Để so sánh, cột "Tỷ lệ ghế" hiển thị số lượng ghế chính xác, do đó được tính theo tỷ lệ số phiếu đã nhận. (Ví dụ, 100.000/230.000 × 8 = 3,48) Hơi lợi thế của đảng đảng lớn nhất trên nhỏ nhất là rõ ràng.
| Mẫu số | 1        | 2       | 3       | 4       | 5      | 6      | 7      | 8      | Số ghế có được (*) | Số ghế tỷ lệ |
| ------ | -------- | ------- | ------- | ------- | ------ | ------ | ------ | ------ | ------------------ | ------------ |
| Đảng A | 100.000* | 50.000* | 33.333* | 25.000* | 20.000 | 16.666 | 14.286 | 12.500 | 4                  | 3.4          |
| Đảng B | 80.000*  | 40.000* | 26.666* | 20.000  | 16.000 | 13.333 | 11.428 | 10.000 | 3                  | 2.8          |
| Đảng C | 30.000*  | 15.000  | 15.000  | 15.000  | 15.000 | 15.000 | 15.000 | 15.000 | 1                  | 1.1          |
| Đảng D | 20.000   | 20.000  | 20.000  | 20.000  | 20.000 | 20.000 | 20.000 | 20.000 | 0                  | 0.7          |